# Ome (Tokio)
Ōme (Japans: 青梅市, Ōme-shi ) is een stad (shi) in de Japanse prefectuur Tokio. Het totale gebied beslaat 103,26 km² en begin 2011 had de stad ruim 139.000 inwoners.
De rivier Tama stroomt van west naar oost door de stad.
Sinds 1967 is er jaarlijks een 30km stratenloop die, ondanks de afstand, Ōme-marathon wordt genoemd.

## Geschiedenis
Op 1 april 1951 werd Ōme een stad (shi), waarbij de dorpen Kasumi (霞村, Kasumi-mura) en Chōfu (調布村, Chofu-mura) aan de gemeente Ōme werden toegevoegd.
Op 1 april 1955 werden de dorpen Yoshino (吉野村, Yoshino-mura), Mita (三田村, Mita-mura), Osogi (小曽木村, Osogi-mura) en Nariki (成木村, Nariki-mura) bij Ōme gevoegd.

## Bezienswaardigheden
Mitake (御岳山, Mitakesan) is een 929m hoge berg in het Nationale park Chichibu Tama Kai. Op de top staat een Shintoschrijn.

## Verkeer
Ōme ligt aan de Ōme-lijn van de East Japan Railway Company en aan de kabeltrein van de Mitake Tozan Railway Company.
Ōme ligt aan de Ken-Ō-autosnelweg, de nationale autoweg 411 en aan de prefecturale wegen 5, 28, 29, 31, 44, 45, 53, 63, 179, 181, 193, 194, 195, 196, 199, 200, 201, 202, 221, 238, 249 en 251.

## Aangrenzende steden
- Akiruno
- Hamura
- Iruma
- Hannō

## Stedenband
Ōme heeft een stedenband met:
- Boppard, sinds 24 september 1965

## Geboren in Ōme
- Masahiro Hasemi (長谷見 昌弘, Hasemi Masahiro), Formule 1-coureur
- Tsutomu Miyazaki (宮﨑 勤, Miyazaki Tsutomu), seriemoordenaar en kannibaal